# تومي ووكر
تومي ووكر (بالإنجليزية: Tommy Walker)‏ (26 مايو 1915 المملكة المتحدة - 11 يناير 1993 إدنبرة المملكة المتحدة) هو لاعب كرة قدم بريطاني.

## مسيرته الكروية
لعب تومي ووكر خلال مسيرته الاحترافية مع ناديين في ثلاثة عشر موسمًا وسجل خلالها 153 هدف ضمن 360 مباراة. ولم يفز بأي موسم بالكأس أو بالدوري.
خاض تومي ووكر مسيرته مع نادي هارت أوف ميدلوثيان في موسم 1932–33 في المرة الأولى ليلعب معه تسعة مواسم ثم في موسم 1948–49 لمدة موسم واحد، مشاركًا طوالها في 262 مباراة سجل خلالها 130 هدف. ثم انتقل إلى نادي تشيلسي في موسم 1946–47 واستمر معه طيلة ثلاثة مواسم، حيث شارك في 98 مباراة سجل خلالها 23 هدفًا.

## وصلات خارجية
تومي ووكر على موقع الاتحاد الإسكتلندي (الإنجليزية)
- تومي ووكر على موقع قاعدة بيانات كرة القدم.إي يو (الإنجليزية)
- تومي ووكر على موقع ناشيونال فوتبول تيمز (الإنجليزية)